# سانتياغو روث
سانتياغو روث هو مستكشف سويسري، ولد في 14 يونيو 1850 في هيراسايو في سويسرا، وتوفي في 4 أغسطس 1924 في بوينس آيرس في الأرجنتين.